# Шепелев, Иван Васильевич (1860)
Иван Васильевич Шепелев (15 сентября 1860 — ?) — земский начальник, депутат Государственной думы II созыва от Калужской губернии.

## Биография
Из потомственных дворян Калужской губернии. Отец отставной штабс-ротмистр Василий Николаевич Шепелев (1810—1874), мать — Елисавета Ефимовна урождённая Суходольская. По окончании полного курса наук в Орловской военной гимназии, 3 августа 1879 года, вступил в службу юнкером рядового звания Николаевского кавалерийского училища. Произведён в унтер-офицеры 2 августа 1880 года. По окончании полного курса наук по 1 разряду произведен 8 августа 1881 года в корнеты и определен в 14-й Уланский Ямбургский полк. Обязан срочной службой 3 года за воспитание в училище на основании 184 ст. Устава о воинской повинности. Состоял земским начальником. Был избран Мосальским предводителем дворянства и гласным уездного земского собрания. Состоял в Калужской партии «За Царя и порядок». Владел землями и домом в деревне Анисово Калужской губернии, каменным домом в Калуге.
6 февраля 1907 избран в Государственную думу II созыва от общего состава выборщиков Калужского губернского избирательного собрания. Вошёл в состав фракции «Союза 17 октября». Состоял думской комиссии по местному самоуправлению.
Дальнейшая судьба и дата смерти неизвестны.

## Семья
- Мачеха (вторая жена отца) — Ольга Ивановна N[3].
- Братья — Николай (1852—?), Илья (1857—?), Федор, Павел, Василий[3].
- Сестры — Наталья (1851—?) в замужестве Захарьина, Прасковья (1855—?), Варвара (1856—?), Евпраксия (1864—?), Евдокия, Людмила[3].
- Жена — Мария Леонидовна урождённая Лыкошина[5].
  - Сын — Сергей[5].

### Рекомендуемые источники
- Российский государственный исторический архив. Фонд 1278. Опись 1 (2-й созыв). Дело 493; Дело 533. Лист 16.